# Arnbackia novaezelandiae
Arnbackia novaezelandiae is een zakpijpensoort uit de familie van de Styelidae. De wetenschappelijke naam van de soort is voor het eerst geldig gepubliceerd in 1950 door Brewin.